# 蒂达霍尔姆市镇

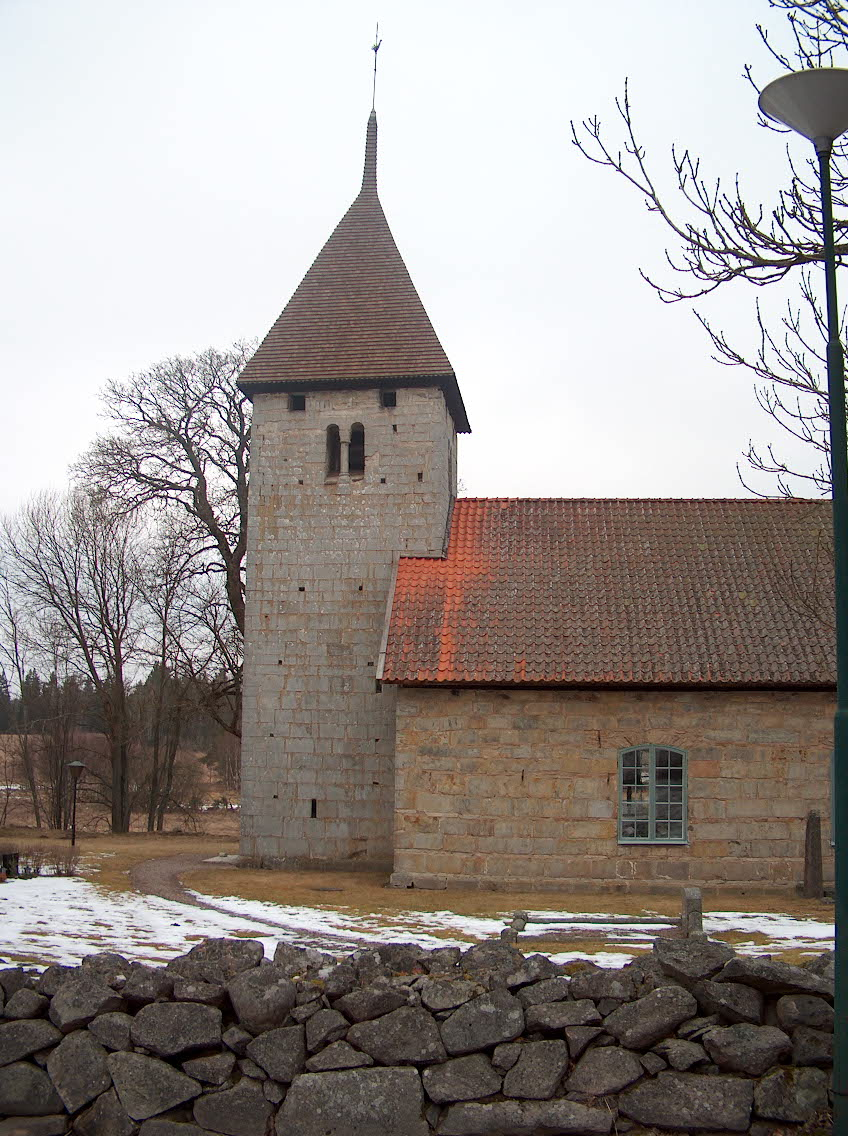
蒂达霍尔姆市镇的一处中世纪瑞典教堂

蒂达霍尔姆市镇（瑞典語：Tidaholms kommun）是瑞典西部西约塔兰省的一个市镇。其治所位于蒂达霍尔姆。
蒂达霍尔姆市位于蒂丹河畔。